# Сафарли (посёлок)
Сафарли́ (азерб. Səfərli) — поселок в Агдамском районе Азербайджана.

## История
Основан постановлением Милли Меджлиса Азербайджана от 6 октября 2007 года "О изменениях в административном делении Агдамского района". С этого же дня входит в Учогланский муниципалитет.

## География
Неподалёку от поселка протекает река Хачынчай.
Село находится в 25 км от райцентра Агдам, в 22 км от временного райцентра Кузанлы и в 333 км от Баку. Ближайшая ж/д станция — Агдам.
Высота села над уровнем моря — 252 м.

## Население
| Численность населения |
| 2016                  |
| --------------------- |
| 0                     |

Посёлок основан для беженцев. Постоянного населения не имеет.

## Климат
В селе холодный семиаридный климат.

## Инфраструктура
Указом Президента Азербайджанской Республики от 7 августа 2014 года начато строительство автодороги Кузанлы-Учоглан-Хындрыстан-Сафарли, для которого выделено 3,2 миллиона азербайджанских манатов. В посёлке расположено почтовое агентство